# アニエス・ドゥラアイ
アニエス・ドゥラアイ（Agnès Delahaie、1920年9月17日 - 2003年12月8日）は、フランスの映画プロデューサー、女優。アニェス・ドラエとも表記される。

## 経歴
ロベール・ドルフマンとの結婚後は、アニー・ドルフマン (Annie Dorfmann) 名義で活動していた。
1956年に映画『居酒屋』で第29回アカデミー賞の外国語映画賞にノミネートされ、第10回英国アカデミー賞の総合作品賞を受賞した。
2003年12月8日、フランスのパリで死去。

## フィルモグラフィ

### 出演
- 裁きは終りぬ（1950年）
- 三人の娘（英語版）（1952年）

### 制作
- 居酒屋（1956年）
- 悲嘆にくれる娘達（フランス語版）（1957年）
- 女の一生（英語版）（1958年）
- スリ（1959年）
- ジャンヌ・ダルク裁判（1962年）
- 第二の真実（フランス語版）（1966年）